# Lepisorus pseudoussuriensis
Lepisorus pseudoussuriensis är en stensöteväxtart som beskrevs av Tag. Lepisorus pseudoussuriensis ingår i släktet Lepisorus och familjen Polypodiaceae. Inga underarter finns listade.